# Delden (Gueldre)
Pour les articles homonymes, voir Delden.
Delden est une localité des Pays-Bas qui fait partie de la région d’Achterhoek, commune de Bronckhorst.